# Psammorygma
Psammorygma es un género de arañas de la familia Zodariidae.

## Distribución
El género se distribuye por África.

## Especies
- Psammorygma aculeatum (Karsch, 1878)
- Psammorygma caligatum Jocqué, 1991
- Psammorygma rutilans (Simon, 1887)